# Kenan Raven
Kenan Raven (Hilversum, 26 april 1969) is een Nederlands acteur. Raven is voornamelijk bekend als personage LT in de film Phileine zegt sorry en de rol van Duuk de Ruyg in ONM.
Hij volgt workshops in het buitenland (waaronder Canada) en doet de theaterschool in Parijs. Vervolgens doet Kenan ervaring op door in meerdere musicals te spelen en in een aantal Franse soaps te verschijnen.
Hij speelt ook de rol van Wasil in de film: Snuf en het spookslot, die eind 2010 uit is gekomen. Vanaf 2013 speelt Kenan Raven ook in Flikken Maastricht enkele afleveringen als hoofd van het arrestatieteam.
In 2021 vertolkte hij de rol van notaris Meeuwisen in de Videoland-film De Sterfshow.